# 三浦亨
三浦 亨（みうら とおる、1946年 - ）は、日本の振付師、ダンサー。宮城県桃生郡桃生町（現・石巻市）出身。
カーニバル三浦という芸名での活動もしている。

## 来歴・人物
宮城県桃生郡桃生町（現・石巻市）出身。宮城県石巻高等学校、日本大学芸術学部演劇学科卒業。
1970年、西条満の元でダンサーとしてデビュー。1973年に天地真理「恋する夏の日」で振付師としてデビュー。1970年代中盤から1980年代まで放送されたNHKの音楽番組『レッツゴーヤング』でダンス指導を担当し、所謂「80年代アイドル」やバックダンサーのスクールメイツの振り付けを多く担当する。
1985年からはおニャン子クラブの振り付けを担当。以降フジテレビの番組の振り付けを多く担当する。
1997年、ピチカート・ファイヴの「イッツ・ア・ビューティフル・デイ」の振り付けを担当。この時の出会いから、以降解散まで振り付けを担当した。
2008年、『クイズ!ヘキサゴンII』から生まれたユニット羞恥心の「羞恥心」の振り付けを担当。この曲以後、ヘキサゴン関係の曲の振り付けのほとんどを担当している。同年の『第59回NHK紅白歌合戦』で羞恥心 with Pabo「羞恥心〜陽は、また昇る 紅白スペシャル」の振り付けを担当、バックダンサーとして出演もした。2009年には遊助（上地雄輔）の楽曲「海賊船」のPVに出演している。

## 主な振り付け担当番組
- ヤングおー!おー!（毎日放送）
- ものまね王座決定戦（フジテレビ）
- レッツゴーヤング（NHK）
- オールナイトフジ（フジテレビ）
- 夕やけニャンニャン（フジテレビ）
- Mars TV（フジテレビ）
- クイズ!ヘキサゴンII（フジテレビ）

## 主な振付作品
- 天地真理「恋する夏の日」（1973年）
- キャンディーズ「年下の男の子」（1975年）
- 松原みき「真夜中のドアSTAY WITH ME」 (1979年)
- 榊原郁恵「ROBOT」（1980年）
- 松田聖子「裸足の季節」（1980年）
- 早見優「急いで!初恋」（1982年）
- 堀ちえみ「稲妻パラダイス」（1984年）
- 中森明菜「十戒 (1984)」（1984年）
- アン・ルイス「六本木心中」（1984年）
- 荻野目洋子「ダンシング・ヒーロー」（1985年）、「六本木純情派」（1986年）
- 本田美奈子「Oneway Generation」（1987年）
- 和田アキ子「だってしょうがないじゃない」（1988年）
- 森高千里「ザ・ストレス」（1989年）
- とんねるず「ガラガラヘビがやってくる」（1992年）
- ピチカート・ファイヴ「イッツ・ア・ビューティフル・デイ」（1997年）
- オジャパメン「オジャパメン」（1997年）
- Re:Japan「明日があるさ」（2001年）
- はっぱ隊「YATTA!」（2001年）
- 堀内健「ホリケンサイズ」（2002年）
- WaT「TOKIMEKI☆DooBeeDoo」（2008年）
- 『クイズ!ヘキサゴンII』関連

  - 羞恥心「羞恥心」「泣かないで」「弱虫サンタ」（2008年）
  - アラジン「陽は、また昇る」（2008年）
  - 里田まい with 合田兄妹「もうすぐクリスマス」（2008年）、「バイバイ」（2009年）
  - 南明奈のスーパーマイルドセブン「I Believe 〜夢を叶える魔法の言葉〜」（2009年）
- 新選組リアン「男道」（2009年）

ほか